# Nadia Hilker
Pour les articles homonymes, voir Hilker.
Nadia Hilker, née en 1988 à Munich est une actrice allemande de films et de séries télévisées, connue pour son rôle dans le long métrage Spring, ou celui de Luna dans la série The 100.
Elle fait ensuite un retour télévisuel en rejoignant la série télévisée The Walking Dead, où elle interprète Magna.

## Filmographie
Sauf indication contraire, les informations mentionnées dans cette section peuvent être confirmées par la base de données cinématographiques IMDb,  présente dans la section « Liens externes ».

### Films
- 2014 : Spring de Justin Benson et Aaron Moorhead : Louise
- 2015 : Breed de Scott Winant : Ruby
- 2016 : No Way Out de Eran Creevy : Fausse Juliette
- 2016 : Divergente 3 : Au-delà du mur de Robert Schwentke : Nita

### Télévision
- 2010 : Zimmer mit Tante de Thomas Kronthaler : Marie-Luise 'Malu' Seelig
- 2010 : Die Route de Florian Froschmayer : Xenia
- 2010 : Mick Brisgau : Romy Weidner (1 épisode)
- 2010-2012 : Soko brigade des stups : Lena Weil / Tina Pfeifer (2 épisodes)
- 2010-2014 : Alerte Cobra : Marie Lindberg / Shirin (2 épisodes)
- 2011-2015 : Soko Stuttgart : Carmen Grothe / Tatjana Marquardt (2 épisodes)
- 2012 : The Other Wife : Gemma Kendall (2 épisodes)
- 2012 : Rosamunde Pilcher : Gemma Kendall (2 épisodes)
- 2013 : München 7 : Nadine (1 épisode)
- 2015 : Frühling : Maggie (1 épisode)
- 2015 : Huck : Betti (1 épisode)
- 2016-2017 : Les 100 : Luna (7 épisodes)
- 2018-2022 : The Walking Dead : Magna (26 épisodes)
- 2020 : The Twilight Zone : La Quatrième Dimension : Channing Carp (1 épisode)

## Voix françaises
- Léovanie Raud dans :
  - Les 100 (série télévisée)
- Audrey Sablé dans :
  - Divergente 3 : Au-delà du mur (film)
  - The Walking Dead (série télévisée)